# Savinšek
Savinšek je priimek več znanih Slovencev:
- Baldomir Savinšek (1908—1984), zdravnik ftiziolog
- Franc Savinšek (1881—1967), tiskarski korektor in strokovni pisec
- Jakob Savinšek (1922—1961), kipar
- Jožef Savinšek (1831—1920), pravnik, politik in graščak v Metliki
- Marjanca Dakskofler Savinšek (1919—2018), slovenska slikarka v Parizu
- Roman Savinšek (*1939), slikar, likovni pedagog
- Slavko Savinšek (1897—1942), pisatelj in pesnik
- Slavko Savinšek (*1965), operni pevec - baritonist